# Universidade de Marburgo

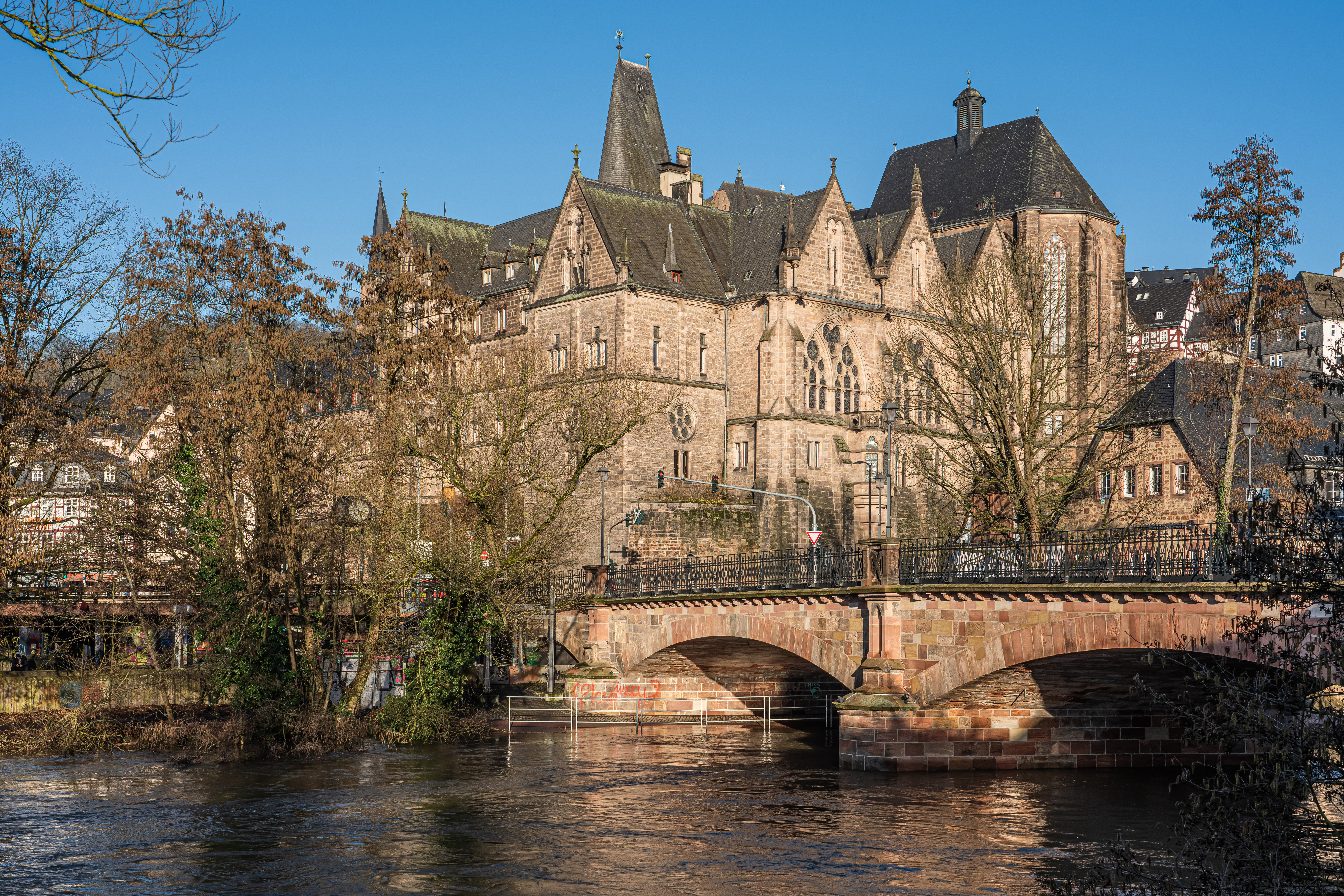
A parte antiga da Universidade.

A Universidade de Marburgo (em alemão: Philipps-Universität Marburg) é uma instituição de ensino superior pública fundada em 1 de julho de 1527 e localizada em Marburgo, no estado de Hesse, Alemanha.

## História
Foi fundada em 1527 pelo landgrave Filipe I de Hesse (chamado de Magnânimo), como a segunda mais antiga universidade protestante do mundo. A primeira, que foi fundada em 1526 e funcionou apenas até o ano de 1530, localizava-se em Liegnitz, também na Alemanha. A universidade marburguense é a mais antiga do estado de Hesse. Em 1609, a Universidade estabeleceu o primeiro professorado de química da História.
Em 2016, a instituição conta com cerca de 26.820 estudantes e 8.750 empregados (incluídos os funcionários do Hospital Universitário), fazendo de Marburgo uma típica cidade universitária (Universitätsstadt), com menos de 80.000 habitantes. O percentual de estudantes mulheres é maior (55,6%), somando no total 14.915 alunas em 2016. O número de estudantes estrangeiros também é elevado, ou seja, 3.397 alunos (12,7%). Mesmo possuindo disciplinas agrupadas, a Universidade de Marburg não possui um único campus.
Marburgo é a casa de uma das mais tradicionais faculdades de Medicina da Alemanha. A união de médicos da Alemanha (em alemão: Verband der angestellten und beamteten
Ärztinnen und Ärzte Deutschlands e.V.) é chamada "Marburger Bund".

## Faculdades
No começo, a universidade foi formada pelas tradicionais faculdades de Teologia, Medicina, Direito e Filosofia. Depois, em 1964, passa a cotar com as faculdades de Matemática e Ciências Exatas (ou da Natureza) (em alemão: Naturwissenschaften). No ano de 1970, a Universidade organiza-se em 20 áreas principais (em alemão: Fachbereiche). Em 1997, acrescenta-se novos institutos, ampliando-se uma nova área de estudo. Algumas faculdades que acabaram se destacando nos últimos anos foram a de Psicologia e Farmácia.
A organização estrutural das Faculdades (em alemão: FB ou Fachbereiche) na Universidade de Marburgo é assim disposta:
- FB 01 – Ciências Jurídicas (Rechtswissenschaften)
- FB 02 – Ciências Econômicas (Wirtschaftswissenschaften)
- FB 03 – Ciências Sociais e Filosofia (Gesellschaftswissenschaften und Philosophie)
- FB 04 – Psicologia (Psychologie)
- FB 05 – Teologia Evangélica (Evangelische Theologie)
- FB 06 – História e Ciências da Cultura (Geschichte und Kulturwissenschaften)
- FB 09 – Lingua e Literatura Germânicas e Ciências da Arte (Germanistik und Kunstwissenschaften)
- FB 10 – Filologias Estangeiras (Fremdsprachliche Philologien)
- FB 12 – Matemática e Informática (Mathematik und Informatik)
- FB 13 – Física (Physik)
- FB 15 – Química (Chemie)
- FB 16 – Farmácia (Pharmazie)
- FB 17 – Biologia (Biologie)
- FB 19 – Geografia (Geographie)
- FB 20 – Medicina (Medizin)
- FB 21 – Ciências Pedagógicas (Erziehungswissenschaften)

## Personalidades

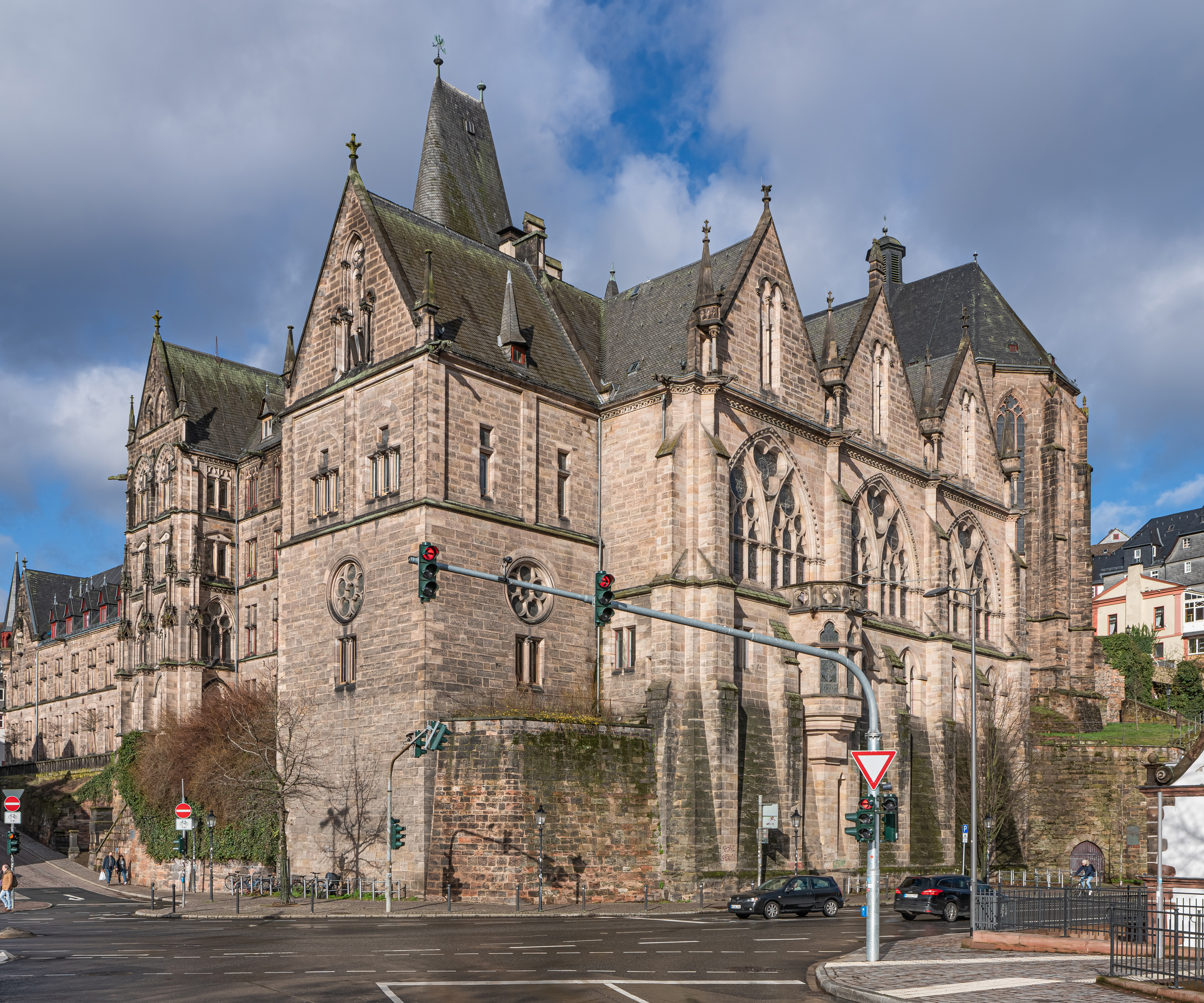
O edifício da Antiga Universidade ou Alte Universität

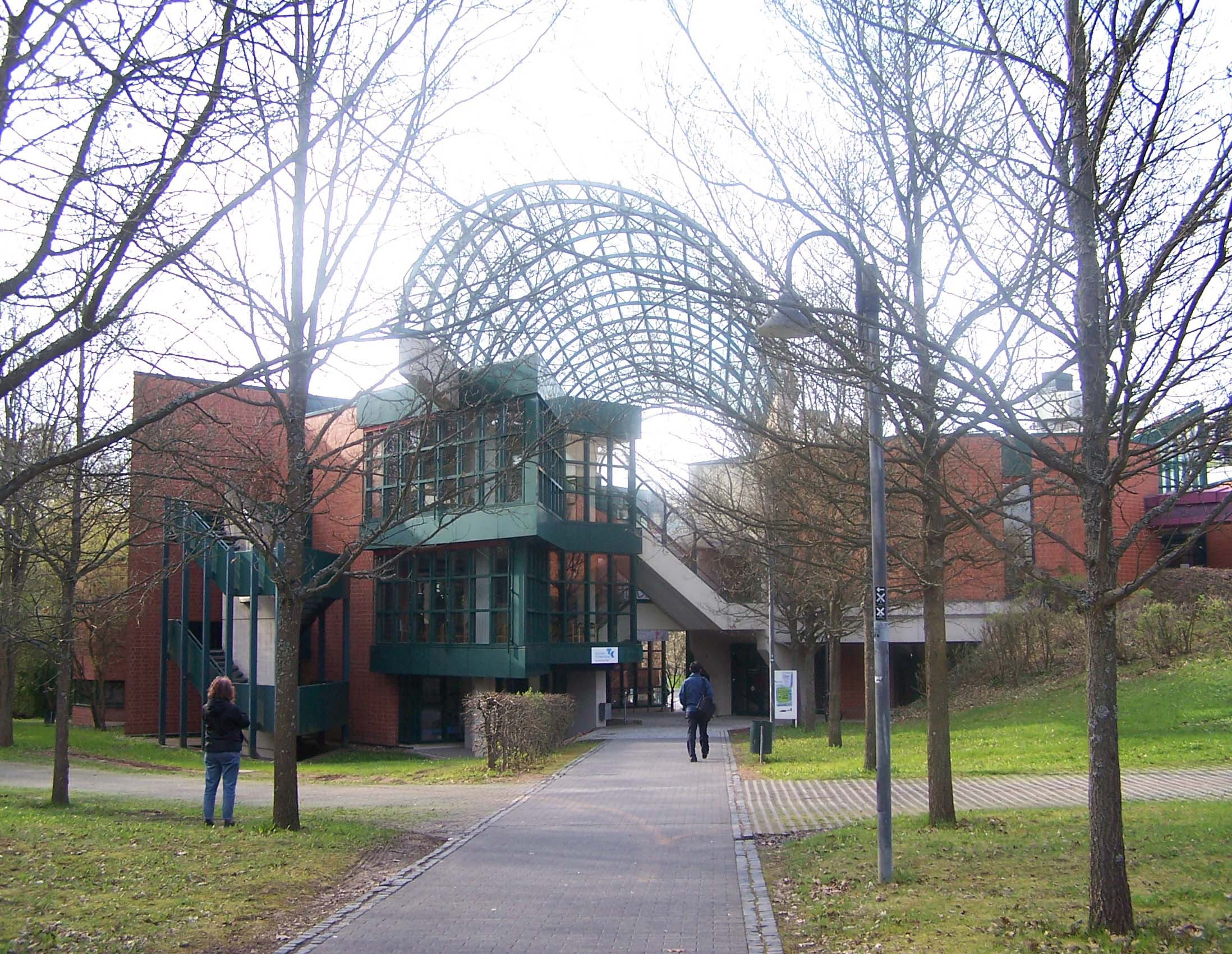
Refeitório universitário Lahnbergen da Universidade

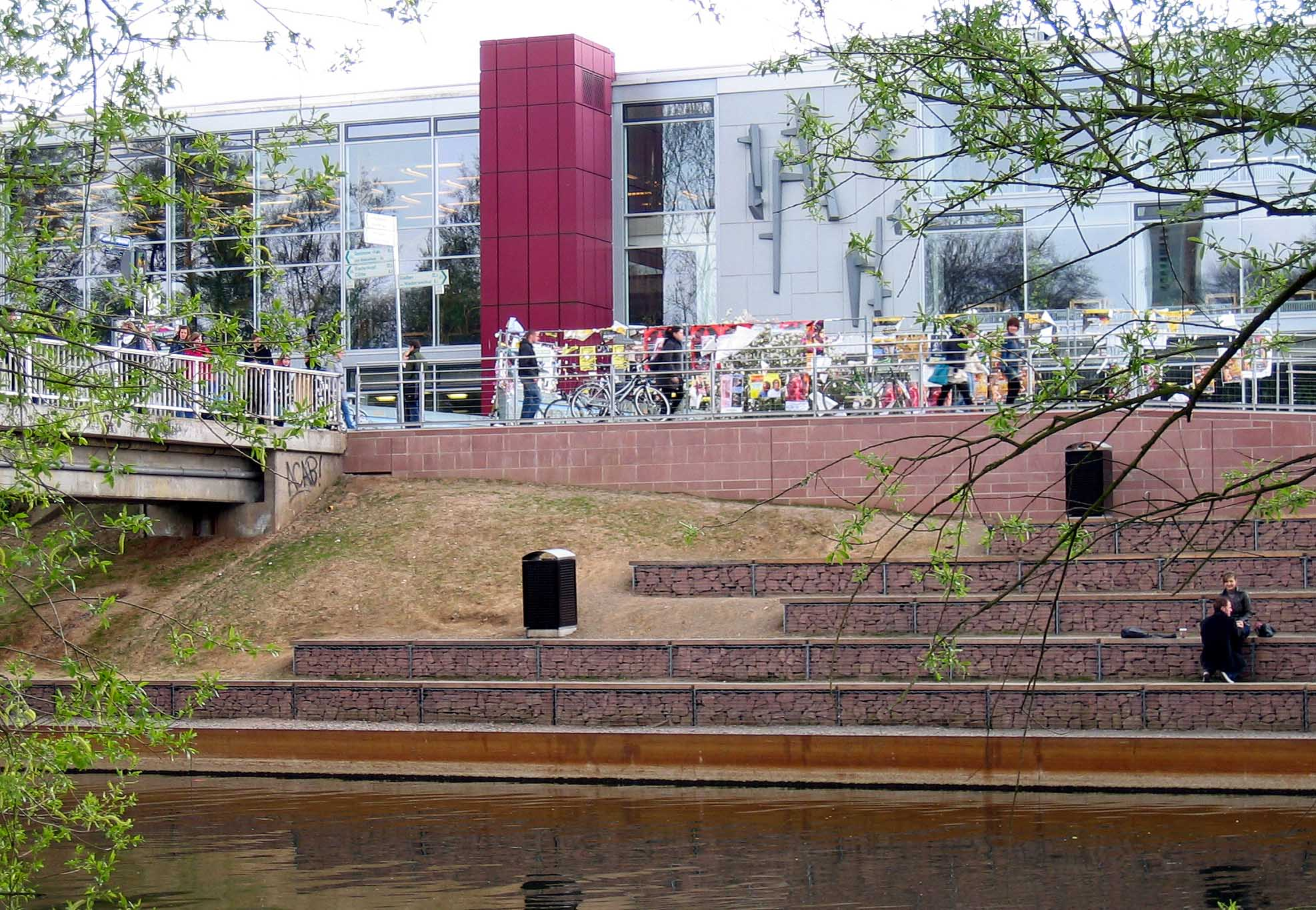
Terraço junto ao Refeitório da Universidade

Inúmeros alunos, professores e pesquisadores da Universidade de Marburgo tiveram destaque em suas respectivas áreas de pesquisa. Dentre eles pode-se destacar os seguintes:
- Johannes Hartmann (1568-1631)
- Heinrich Schütz (1585-1672)
- Christian Wolff (1679-1754)
- Mikhail Lomonossov (1711-1765)
- Friedrich Karl von Savigny (1779-1861)
- Irmãos Grimm: Wilhelm Grimm (1786-1859) e Jacob Grimm (1785-1863)
- Christian Ludwig Gerling (1788-1864)
- Eduard Zeller (1814-1908)
- Wilhelm Liebknecht (1826-1900)
- Konrad Duden (1829-1911)
- Hermann Cohen (1842-1918)
- Wilhelm Pfeffer (1845-1920)
- Ferdinand Braun (1850-1918)
- Emil von Behring (1854-1917)
- Paul Natorp (1854-1924)
- Gustav Jenner (1865-1920)
- Walter Troeltsch (1866-1933)
- Gertrud von Le Fort (1876-1971)
- Nicolai Hartmann (1882-1950)
- José Ortega y Gasset (1883-1955)
- Rudolf Bultmann (1884-1976)
- Karl Barth (1886-1968)
- Martin Heidegger (1889-1976)
- Boris Pasternak (1890-1960)
- Leo Strauss (1899-1973)
- Hans-Georg Gadamer (1900-2002)
- Nechama Leibowitz (1905-1997)
- Hannah Arendt (1906-1975)
- Jürgen Habermas (1929-)

Ganhadores do Prêmio Nobel
A universidade associa-se com 11 ganhadores do Prêmio Nobel:
- Emil von Behring, 1901 (Medicina)
- Ferdinand Braun, 1909 (Física)
- Albrecht Kossel, 1910 (Medicina)
- Hans Fischer, 1930 (Química)
- Otto Loewi, 1936 (Medicina)
- Adolf Butenandt, 1939 (Química)
- Otto Hahn, 1944 (Química)
- Boris Pasternak, 1958 (Literatura)
- Karl Ziegler, 1963 (Química)
- Georg Wittig, 1979 (Química)
- Jules Hoffmann, 2011 (Medicina)

Ganhadores do Prêmio Leibniz (Alemanha)
Destaca-se também os ganhadores do prêmio Leibniz (em alemão: Leibniz-Preisträger), um prêmio oferecido, desde 1986, a pesquisadores destacados de nacionalidade alemã. O prêmio Leibniz confere um valor de 2,5 milhões de Euros aos projetos vinculados ao pesquisador galardoado. Os pesquisadores da Universidade de Marburgo, no total 11 deles, que receberam o prêmio foram:
- Rudolf Thauer der Jüngere, 1987 (Bioquímica)
- Manfred T. Reetz, 1989 (Química Orgânica)
- Ernst O. Göbel 1991 (Física)
- Rolf Müller, 1991 (Bioquímica)
- Reinhard Georg Lührmann, 1996 (Biologia Molecular)
- Paul Knochel, 1997 (Química)
- Stephan W. Koch, 1997 (Física)
- Bruno Eckhardt, 2002 (Física)
- Roland Lill, 2003 (Biologia)
- Gyburg Uhlmann, 2006 (Filología Clássica)
- Friederike Pannewick, 2011 (Estudos Árabes)